# Tom a' Choinich
Tom a' Choinich är ett berg i Storbritannien.   Det ligger i kommunen Highland och riksdelen Skottland, i den nordvästra delen av landet, 700 km nordväst om huvudstaden London. Toppen på Tom a' Choinich är 1 112 meter över havet, eller 158 meter över den omgivande terrängen. Bredden vid basen är 2,2 km.
Terrängen runt Tom a' Choinich är huvudsakligen kuperad.Runt Tom a' Choinich är det mycket glesbefolkat, med 3 invånare per kvadratkilometer. Omgivningarna runt Tom a' Choinich är i huvudsak ett öppet busklandskap.